# Lijst van Gallieniellidae
Deze pagina beschrijft alle soorten spinnen uit de familie der Gallieniellidae.

## Austrachelas
Austrachelas Lawrence, 1938
- Austrachelas bergi Haddad et al., 2009
- Austrachelas incertus Lawrence, 1938
- Austrachelas kalaharinus Haddad et al., 2009
- Austrachelas merwei Haddad et al., 2009
- Austrachelas natalensis Lawrence, 1942
- Austrachelas pondoensis Haddad et al., 2009
- Austrachelas reavelli Haddad et al., 2009
- Austrachelas sexoculatus Haddad et al., 2009
- Austrachelas wassenaari Haddad et al., 2009

## Drassodella
Drassodella Hewitt, 1916
- Drassodella melana Tucker, 1923
- Drassodella purcelli Tucker, 1923
- Drassodella quinquelabecula Tucker, 1923
- Drassodella salisburyi Hewitt, 1916
- Drassodella septemmaculata (Strand, 1909)
- Drassodella tenebrosa Lawrence, 1938
- Drassodella vasivulva Tucker, 1923

## Galianoella
Galianoella Goloboff, 2000
- Galianoella leucostigma (Mello-Leitão, 1941)

## Gallieniella
Gallieniella Millot, 1947
- Gallieniella betroka Platnick, 1984
- Gallieniella blanci Platnick, 1984
- Gallieniella jocquei Platnick, 1984
- Gallieniella mygaloides Millot, 1947

## Legendrena
Legendrena Platnick, 1984
- Legendrena angavokely Platnick, 1984
- Legendrena perinet Platnick, 1984
- Legendrena rolandi Platnick, 1984
- Legendrena rothi Platnick, 1995
- Legendrena spiralis Platnick, 1995
- Legendrena steineri Platnick, 1990
- Legendrena tamatave Platnick, 1984

## Meedo
Meedo Main, 1987
- Meedo bluff Platnick, 2002
- Meedo booti Platnick, 2002
- Meedo broadwater Platnick, 2002
- Meedo cohuna Platnick, 2002
- Meedo flinders Platnick, 2002
- Meedo gympie Platnick, 2002
- Meedo harveyi Platnick, 2002
- Meedo houstoni Main, 1987
- Meedo mullaroo Platnick, 2002
- Meedo munmorah Platnick, 2002
- Meedo ovtsharenkoi Platnick, 2002
- Meedo yarragin Platnick, 2002
- Meedo yeni Platnick, 2002

## Neato
Neato Platnick, 2002
- Neato arid Platnick, 2002
- Neato barrine Platnick, 2002
- Neato beerwah Platnick, 2002
- Neato kioloa Platnick, 2002
- Neato palms Platnick, 2002
- Neato raveni Platnick, 2002
- Neato walli Platnick, 2002

## Oreo
Oreo Platnick, 2002
- Oreo bushbay Platnick, 2002
- Oreo capensis Platnick, 2002
- Oreo kidman Platnick, 2002
- Oreo muncoonie Platnick, 2002
- Oreo renmark Platnick, 2002

## Peeto
Peeto Platnick, 2002
- Peeto rodmani Platnick, 2002

## Questo
Questo Platnick, 2002
- Questo annuello Platnick, 2002

## Toxoniella
Toxoniella Warui & Jocqué, 2002
- Toxoniella rogoae Warui & Jocqué, 2002
- Toxoniella taitensis Warui & Jocqué, 2002